# Günther Lühr
Günt(h)er Lühr (* 3. Oktober 1924 in Bremerhaven; † 1. September 2001 ebenda) war ein deutscher Fußballspieler und -trainer. Der langjährige Torhüter von Bremerhaven 93 absolvierte in der damals erstklassigen Oberliga Nord von 1949 bis 1959 198 Ligaspiele und erzielte dabei auch fünf Tore.

## Laufbahn
Mit dem Fußballspielen begonnen hatte Günther Lühr als Jugendlicher im Bremerhavener Stadtteil Wulsdorf bei Gut-Heil beziehungsweise TuSpVgg Wulsdorf. Im Zweiten Weltkrieg kam er in britische Gefangenschaft und wurde in das Kriegsgefangenenlager POW Camp 50 (heute die Byrchall High School) in Ashton-in-Makerfield, das zwischen St. Helens und Wigan liegt, verlegt. Er spielte dort mit Fußballern wie dem späteren Schalker Karl Krause und dem Bremer Bert Trautmann, der als späterer Torhüter von Manchester City zu einer Legende wurde. Lühr hatte Qualitäten als Feldspieler wie auch als Torhüter. Nach seiner Rückkehr im Jahr 1948 aus der Kriegsgefangenschaft, schloss er sich zur Saison 1948/49 den Grün-Weißen vom TSV Wulsdorf an. Mit den „Löwen von der Ahnthöhe“ erklomm er 1949 den Aufstieg in die Landesliga Bremen. Nach einer Runde Amateurfußball nahm er zur Saison 1949/50 das Angebot von TuS Bremerhaven 93 aus der damals erstklassigen Fußball-Oberliga Nord an.
Lühr debütierte am Starttag der Runde, dem 4. September 1949, beim 3:2-Heimerfolg gegen den Bremer SV, in der Oberliga. Er stürmte im damaligen WM-System auf der Mittelstürmerposition und erzielte ein Tor. Am zehnten Spieltag, den 16. November 1949, stand er erstmals im Tor der 93er. Das Auswärtsspiel beim VfL Osnabrück wurde mit 1:3 verloren, Lühr avancierte aber zum Stammtorhüter. An der Seite des laufstarken Mannschaftsspielers Werner Lang und unter dem österreichischen Trainer Gustav Wieser bestritt er alle 30 Ligaspiele für die „Weinroten“ und erzielte zum Erreichen des zehnten Platzes vier Tore.
Ab der Saison 1950/51 war Helmuth Johannsen für die Trainingsleitung des Vereins aus der Stadt an der Wesermündung zuständig. Mit seiner von Ernsthaftigkeit, Fachlichkeit und Korrektheit geprägten Arbeitsweise etablierte der spätere Bundesligatrainer die 93er im Mittelfeld der Oberliga Nord. Als unter Johannsen dreimal der achte Rang (1951 bis 1953) und 1954 der siebte Tabellenplatz im Norden erreicht wurde, war Günther Lühr die klare Nummer eins im Tor der Elf vom Zollinlandstadion.
Die erfolgreichste Saison erlebten Lühr und seine Mannschaftskollegen nach dem Weggang von Johannsen zu Holstein Kiel und der Trainerübernahme durch Robert Gebhardt, der in der letzten Johannsen-Saison 1953/54 noch in fünf Spielen für die „Weinroten“ als Aktiver aufgelaufen war, in der Runde 1954/55. Der Rundenstart brachte am 22. August 1954 einen 3:1-Heimerfolg im Zollinlandstadion gegen den amtierenden Deutschen Meister Hannover 96. Es folgten drei weitere Erfolge gegen den Bremer SV, VfB Oldenburg und VfL Osnabrück und damit die Tabellenführung mit 8:0 Punkten. Die 0:3-Auswärtsniederlage durch drei Tore des jungen Mittelstürmers Uwe Seeler beim Hamburger SV am fünften Spieltag, brachte zwar Ernüchterung an den „Zolli“, aber es folgte nicht der Absturz in das Mittelfeld der Liga. In der Rückrunde reichte es für Lühr und seine Mitspieler vor 13.000 Zuschauern am 17. April 1955 zu einem 2:2-Heimremis gegen den Rekordmeister des Nordens. Mit der besten Abwehr der Liga, nur 38 Gegentore, landeten die 96er auf dem zweiten Platz und zogen als Vizemeister in die Endrunde um die deutsche Fußballmeisterschaft 1955 ein. Der Torhüter hatte 29 Rundenspiele bestritten. Der Hamburger SV wurde mit dem Torverhältnis von 108:41 Treffern Meister, dabei hatten die zwei Torjäger der „Rautenträger“, Günter Schlegel und Uwe Seeler, mit je 28 Toren exakt die Trefferzahl des Vizemeisters Bremerhaven mit 56 Toren erreicht. Heiner Mokroß zeichnete sich mit 19 Treffern auf Seiten des Vizemeisters Bremerhaven als bester Torschütze aus.
Vor der eigentlichen Endrunde mussten die Gebhardt-Schützlinge noch ein Qualifikationsspiel gegen den Vizemeister aus dem Südwesten, Wormatia Worms, am 4. Mai in Düsseldorf bestreiten. Das Spiel endete nach Verlängerung 3:3-Unentschieden. Einen (!) Tag später, am 5. Mai, setzte sich Bremerhaven im Wiederholungsspiel mit einem 3:2-Sieg durch und war damit für die Gruppe II in der Endrunde qualifiziert. Gegner waren Rot-Weiss Essen, Worms und Kickers Offenbach, aber nicht im „Zolli“ im Stadtteil Lehe, durch den DFB bestimmt im Weserstadion in Bremen. In den „auswärtigen“ Heimspielen setzten sich Lühr und seine 93er mit 1:0 gegen Worms und 2:0 gegen den Südmeister Kickers Offenbach durch und trotzten dem späteren Deutschen Meister Rot-Weiss Essen – RWE gewann am 26. Juni das Endspiel mit 4:3 gegen den 1. FC Kaiserslautern – vor 15.000 Zuschauern ein 1:1-Remis ab. TuS belegte mit 6:6 Punkten den zweiten Gruppenplatz und Lühr hatte alle acht Endrundenspiele bestritten.
Zuvor hatte die Gebhardt-Elf bereits in den Spielen um den DFB-Pokal des Jahres 1955 überzeugt. In der ersten Hauptrunde setzte man sich mit einem 5:1-Heimerfolg im „Zolli“ gegen die SpVgg Erkenschwick mit dem jungen Horst Szymaniak durch und am 19. Dezember 1954 gelang ein 3:1-Erfolg gegen den Hamburger SV, wo sich der Torhüter in erster Linie gegen die Offensivkräfte um Günter Schlegel, Klaus Stürmer und Herbert Wojtkowiak beweisen musste. Im Viertelfinale beendete der FC Schalke 04 in der heimischen Glückauf-Kampfbahn nach zwei Treffern von Günter Brocker mit einem 2:0-Sieg den weiteren Weg der „Zolli“-Elf im Pokal.
An die Vizemeisterschaft konnten Lühr und Kollegen in den nächsten Runden nicht mehr anschließen, der fünfte Rang 1958 wurde zur besten Platzierung. Der Routinier war jetzt aber nicht mehr Stammtorhüter, er kam in seinen letzten Runden nur noch sporadisch zum Einsatz. Sein letztes Oberligaspiel absolvierte der 34-Jährige unter Trainer Oswald Pfau am 5. April 1959, beim 2:2-Heimremis gegen Phönix Lübeck. Von den alten Weggefährten waren noch Werner Lang und Wilfried Kapteina und als neue Hoffnung, Uwe Klimaschefski, dabei.
Im Sommer 1959 beendete Günther Lühr seine höherklassige Spielerlaufbahn. Als Trainer war er danach im Amateurbereich bei den Vereinen TSV Wulsdorf, Leher Turnerschaft und der SG Leherheide mit dem Fußball noch weiter verbunden.